# Kisszentmihály
Kisszentmihály (más néven Kis-Németszentmihály, németül: Kleinpetersdorf, horvátul: Mali Petarštof) Nagyszentmihály településrésze, egykor önálló község Ausztriában Burgenland tartományban a Felsőőri járásban.

## Fekvése
Felsőőrtől 14 km-re délkeletre fekszik.

## Története
Területe már a római korban is lakott volt. Ezt bizonyítja az 1929-ben itt talált hamvasztásos temetkezés, melyben a hamvakon és csontmaradványokon kívül cserép és üvegtárgyakat, valamint egy feliratos kőlapot is találtak. A mai helyén állt középkori település valószínűleg a 15. század háborús időszakában pusztult el. A 16. század közepén a kihalt települést Nagyszentmihálytól elválasztva a Batthyányak és az Erdődyek horvátokkal telepítették be újra. Első írásos említése 1574-ben történt. A későbbiekben a település hol a német, hol a magyar nevén szerepel a korabeli forrásokban. Az egyházi vizitáció szerint 1779-ben egy kis fakápolna állt itt. 1834-ben a kápolnát kőből építették újjá.
Vályi András szerint "Kis Sz. Mihály. Horvát falu Vas Várm. földes Ura Gr. Batthyáni Uraság, lakosai katolikusok, fekszik Somfalvának szomszédságában, mellynek filiája; határja szorgalmatos mívelést kíván."
Fényes Elek szerint "Kis-Szent-Mihály, Klein-Petersdorf, német falu, Vas vmegyében, 275 kath. lak. A szentmihályi urad. tartozik."
Vas vármegye monográfiája szerint "Kis-Német-Szent-Mihály, 50 házzal és 299 németajkú r. kath. vallású lakossal. Vasúti állomás. Postája- és távírója Német-Szent-Mihály."
1910-ben 319, túlnyomórészt német lakosa volt. A trianoni békeszerződésig Vas vármegye Felsőőri járásához tartozott. 1921-ben Ausztria Burgenland tartományának része lett. 1971-ben közigazgatásilag Nagyszentmihály része lett és ma is hozzá tartozik.

## Nevezetességei

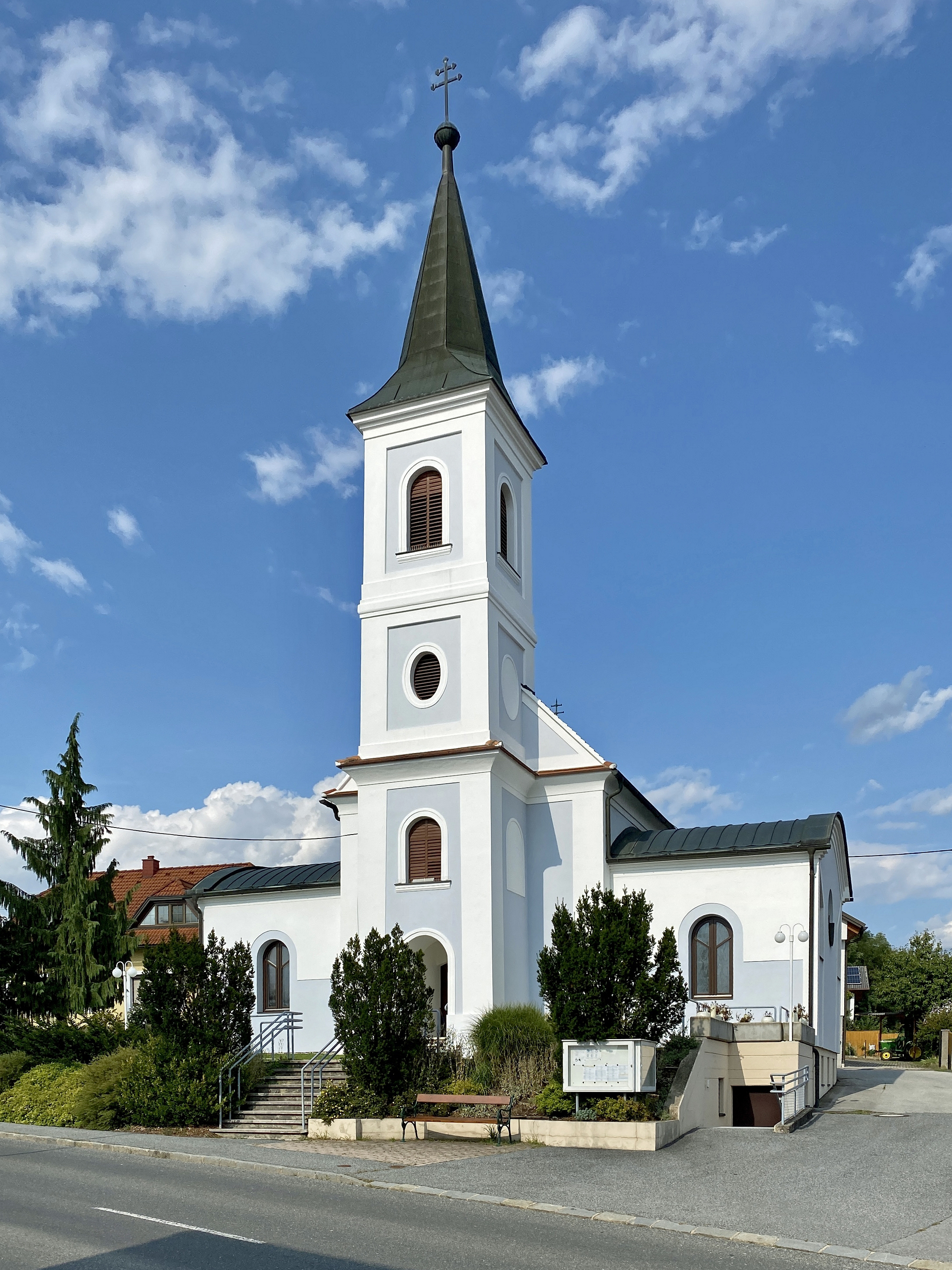
Római katolikus templom

Urunk Mennybemenetele tiszteletére szentelt római katolikus temploma 1834-ben épült. 1925-ben bővítették. 1947-ben kívülről, 1953-ban belülről renoválták. 1985 és 1987 között a templom fennállásának 150. évfordulójára átépítették és bővítették.